# Jussac
Jussac – miejscowość i gmina we Francji, w regionie Owernia-Rodan-Alpy, w departamencie Cantal.
Według danych na rok 1990 gminę zamieszkiwało 1865 osób, a gęstość zaludnienia wynosiła 101 osób/km² (wśród 1310 gmin Owernii Jussac plasuje się na 115. miejscu pod względem liczby ludności, natomiast pod względem powierzchni na miejscu 502.).